# (1600) Vyssotsky
(1600) Vyssotsky est un astéroïde de la ceinture principale, découvert par Carl Alvar Wirtanen le 22 octobre 1947 au Mont Hamilton. Son nom est un hommage au professeur Alexander Vyssotsky (1888-1973), qui rejoignit en 1923 la faculté de l'Université de Virginie.

## Orbite
(1600) Vyssotsky présente une orbite caractérisée par un demi-grand axe de 1,84 UA, une excentricité de 0,037 et une inclinaison de 21,169° par rapport à l'écliptique.

## Classification
(1600) Vyssotsky est un astéroïde de type A, donc riche (> 80 %) en olivine, au moins en ce qui concerne les roches de sa surface.